# Erik Holtan
Erik Holtan (ur. 20 kwietnia 1969 w Moss) – norweski piłkarz grający na pozycji bramkarza. W reprezentacji Norwegii rozegrał 6 meczów.

## Kariera klubowa
Karierę piłkarską Holtan rozpoczął w klubie Odds BK. W 1988 roku zadebiutował w jego barwach w drugiej lidze norweskiej. W Odds BK grał przez 2 lata.
W 1990 roku Holtan przeszedł do pierwszoligowego Kongsvingeru IL. Przez pierwsze dwa sezony był tam rezerwowym bramkarzem, ale od 1992 roku grał już w podstawowym składzie zespołu. W 1992 roku wywalczył z Kongsvingerem wicemistrzostwo Norwegii. W klubie tym grał do końca 1994 roku.
Na początku 1995 roku Holtan zmienił klub i wrócił do Odds BK. Od 1995 do 1998 roku grał w drugiej lidze norweskiej. W 1999 roku ponownie występował z Odds BK w norweskiej ekstraklasie. W 2000 roku zdobył swój jedyny w karierze Puchar Norwegii, a w 2002 roku wystąpił w jego finale. W tamtym roku otrzymał nagrodę Kniksena dla najlepszego bramkarza w Norwegii. W Odds BK grał do końca 2005 roku. W 2006 roku odszedł do drugoligowego Moss FK. Grał w nim przez sezon i następnie zakończył karierę piłkarską.
| Sezon | Klub           | Kraj     | Rozgrywki    | Mecze | Bramki |
| ----- | -------------- | -------- | ------------ | ----- | ------ |
| 1988  | Odds BK        | Norwegia | Adeccoligaen | 1     | 0      |
| 1989  | Odds BK        | Norwegia | Adeccoligaen | 14    | 0      |
| 1990  | Kongsvinger IL | Norwegia | Tippeligaen  | 2     | 0      |
| 1991  | Kongsvinger IL | Norwegia | Tippeligaen  | 9     | 0      |
| 1992  | Kongsvinger IL | Norwegia | Tippeligaen  | 22    | 0      |
| 1993  | Kongsvinger IL | Norwegia | Tippeligaen  | 22    | 0      |
| 1994  | Kongsvinger IL | Norwegia | Tippeligaen  | 22    | 0      |
| 1995  | Odds BK        | Norwegia | Adeccoligaen | 25    | 0      |
| 1996  | Odds BK        | Norwegia | Adeccoligaen | 27    | 0      |
| 1997  | Odds BK        | Norwegia | Adeccoligaen | 24    | 0      |
| 1998  | Odds BK        | Norwegia | Adeccoligaen | 26    | 0      |
| 1999  | Odds BK        | Norwegia | Tippeligaen  | 21    | 0      |
| 2000  | Odds BK        | Norwegia | Tippeligaen  | 25    | 0      |
| 2001  | Odds BK        | Norwegia | Tippeligaen  | 25    | 0      |
| 2002  | Odds BK        | Norwegia | Tippeligaen  | 25    | 0      |
| 2003  | Odds BK        | Norwegia | Tippeligaen  | 24    | 0      |
| 2004  | Odds BK        | Norwegia | Tippeligaen  | 10    | 0      |
| 2005  | Odds BK        | Norwegia | Tippeligaen  | 12    | 0      |
| 2006  | Moss FK        | Norwegia | Adeccoligaen | 20    | 9      |

## Kariera reprezentacyjna
W reprezentacji Norwegii Holtan zadebiutował 20 listopada 2002 roku w wygranym 1:0 towarzyskim spotkaniu z Austrią. Od 2002 do 2004 roku wystąpił w kadrze narodowej 6 razy.
| Mecze i gole w reprezentacji | Mecze i gole w reprezentacji | Mecze i gole w reprezentacji | Mecze i gole w reprezentacji | Mecze i gole w reprezentacji | Mecze i gole w reprezentacji | Mecze i gole w reprezentacji |
| #                            | Data                         | Stadion                      | Rywal                        | Wynik                        | Gol                          | Rozgrywki                    |
| 2002                         | 2002                         | 2002                         | 2002                         | 2002                         | 2002                         | 2002                         |
| ---------------------------- | ---------------------------- | ---------------------------- | ---------------------------- | ---------------------------- | ---------------------------- | ---------------------------- |
| 1.                           | 20.11.2002                   | Wiedeń, Austria              | Austria                      | 1:0                          | 0                            | towarzyski                   |
| 2003                         |                              |                              |                              |                              |                              |                              |
| 2.                           | 26.01.2003                   | Abu Zabi, ZEA                | Zjednoczone Emiraty Arabskie | 1:1                          | 0                            | towarzyski                   |
| 3.                           | 28.01.2003                   | Maskat, Oman                 | Oman                         | 2:1                          | 0                            | towarzyski                   |
| 4.                           | 30.04.2003                   | Dublin, Irlandia             | Irlandia                     | 0:1                          | 0                            | towarzyski                   |
| 2004                         |                              |                              |                              |                              |                              |                              |
| 5.                           | 28.01.2004                   | Singapur, Singapur           | Singapur                     | 5:2                          | 0                            | towarzyski                   |
| 6.                           | 18.02.2004                   | Belfast, Irlandia Północna   | Irlandia Północna            | 4:1                          | 0                            | towarzyski                   |